# Otto Haupt
Otto Haupt (Wurtzburgo, 5 de março de 1887 — Bad Soden, 10 de novembro de 1988) foi um matemático alemão.
Foi reitor da Technische Hochschule Karlsruhe de 1952 a 1954.

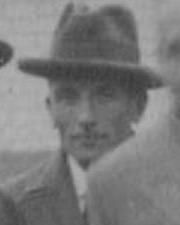
Otto Haupt, 1930 em Jena

## Obras
- Einführung in die Algebra. Akademische Verlagsgesellschaft, Leipzig 1929, (3. Edição. 1956)
- Differential- und Integralrechnung – unter besonderer Berücksichtigung neuerer Ergebnisse. De Gruyter, Berlin 1938. (2. Edição. 1948)
- com Georg Aumann: Einführung in die reelle Analysis. 3. Edição. De Gruyter, 1974.
- com Hermann Künneth: Geometrische Ordnungen. Springer 1967.